# CBS News
Pour les articles homonymes, voir CBS.
CBS News (ou CBSN) est le département de l'information du réseau de télévision et de radio américain CBS.

## Histoire
La chaîne d'information CBSN a été créée le 6 septembre 2014[réf. souhaitée].

## Émissions
- CBS Overnight News (en) (depuis 2015)
- CBS Morning News (en) (depuis 1982)
- CBS This Morning (1987-1999 ; depuis 2012)
- CBS This Morning Saturday (1987-1999 ; depuis 2012)
- CBS News Sunday Morning (en) (depuis 1979)
- Face the Nation (depuis 1954)
- CBS Evening News (depuis 1948)
- 60 Minutes (depuis 1963)
- 48 Hours (en) (depuis 2012)

### Anciens programmes
- West 57th (1985-1989)
- 60 Minutes II (1999-2005)
- America Tonight(1990-1991)
- Street Stories (1992-1993)
- Eye to Eye with Connie Chung (1993-1995)
- Public Eye with Bryant Gumbel (1997-1998)
- CBS Newsbreak
- Person to Person (1951-1963 ; 2012)
- CBS Morning News (1963-1979)
- The Morning Program (1987)
- The Early Show (1999–2012)
- CBS News Saturday Morning (1997-1999)
- The Saturday Early Show (1999-2012)
- CBS News Nightwatch (1982-1992)
- Up to the Minute (1992-2015)